# Agrupación de ciclos
Una agrupación de ciclos o policiclos acoplados es un sistema policíclico en donde dos o más sistemas cíclicos (ya sean monocíclicos, policiclos con puentes, sistemas fusionados o compuestos espiro) están directamente unidos entre sí por enlaces dobles o simples. Cuando los ciclos se unen entre sí con dos enlaces vecinales, el sistema puede ser considerado como fusionado.

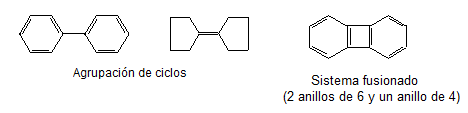
Diferencias entre asamblea y fusión.

## Nomenclatura

### Agrupaciones simétricas
Las agrupaciones de dos hidrocarburos cíclicos idénticos se pueden nombrar con cualquiera de estas dos maneras: 
(a) colocando el prefijo "bi-" (o “bis” si el nombre del radical va entre paréntesis) antes del nombre del sustituyente correspondiente
(b) para los sistemas unidos por un enlace único mediante la colocación del prefijo "bi-"  antes del nombre del hidrocarburo correspondiente.
En cada caso, a un anillo se le asigna una numeración primada y al otro sin primar. Se deben indicar los localizadores donde se unen los dos ciclos. El sistema cíclico tiene su numeración correspondiente, de acuerdo a sus reglas establecidas. Si la unión de la agrupación es una doble ligadura, puede indicarse por medio de una letra delta (Δ) y los localizadores como superíndices. La agrupación entre dos anillos de benceno se denomina bifenilo:  
Si hay dos opciones posibles en la numeración, los números no primados se asignan al sistema que tiene el sitio de unión con el número localizador más bajo:
Si dos sistemas de hidrocarburos idénticos tienen el mismo punto de unión y contienen sustituyentes en diferentes posiciones, los localizadores de estos sustituyentes se asignan en la dirección que proporcione el menor número posible de cadenas laterales, para lo cual un número no primado se considera menor que el mismo número cuando esta primado. Si dos sustituyentes distintos compiten por el localizador más bajo, se selecciona el más pequeño. Los números primados y sin primar serán  dispuestos en orden numérico ascendente.
Las agrupaciones no ramificadas formadas por tres o más anillos idénticos se nombran mediante la colocación de un prefijo numérico correspondiente antes de que el nombre del hidrocarburo correspondiente a la unidad repetitiva. Los prefijos numéricos se utilizan son ter- (3), cuater- (4), quinque- (5), sexi- (6), septi- (7), octi- (8), novi- (9), deci-(10).
Los números no primados se asignan a uno de los anillos terminales, mientras que el resto se nombra como una serie. En los ciclos intermedios (excepto en los ciclopropilos) deben indicarse las dos posiciones de unión (con los localizadores más bajos posibles) separadas entre dos puntos (:). Como excepción, las agrupaciones no ramificadas de anillos de benceno se nombran como "polifenilos":